# 高軒
高軒（1486年—？），字文載，號復菴，武成中衛官籍，直隸永平府遷安縣人，明朝政治人物。

## 生平
正德五年（1510年）庚午科順天鄉試第十名舉人，十二年（1517年）中式丁丑科會試第五十三名，三甲第八十四名進士。大理寺觀政，授高密縣知縣，改任開封府儒學教授，升國子監助教，升戶部主事，考察閑住。

## 家族
曾祖高謙，百戶；祖父高貴，都指揮同知；父高瑛，都指揮僉事充右參將。前母崔氏；母李氏。慈侍下。兄高輔（指揮使）、高𨎋、高輞，弟高軏。